# Sexenio Democrático

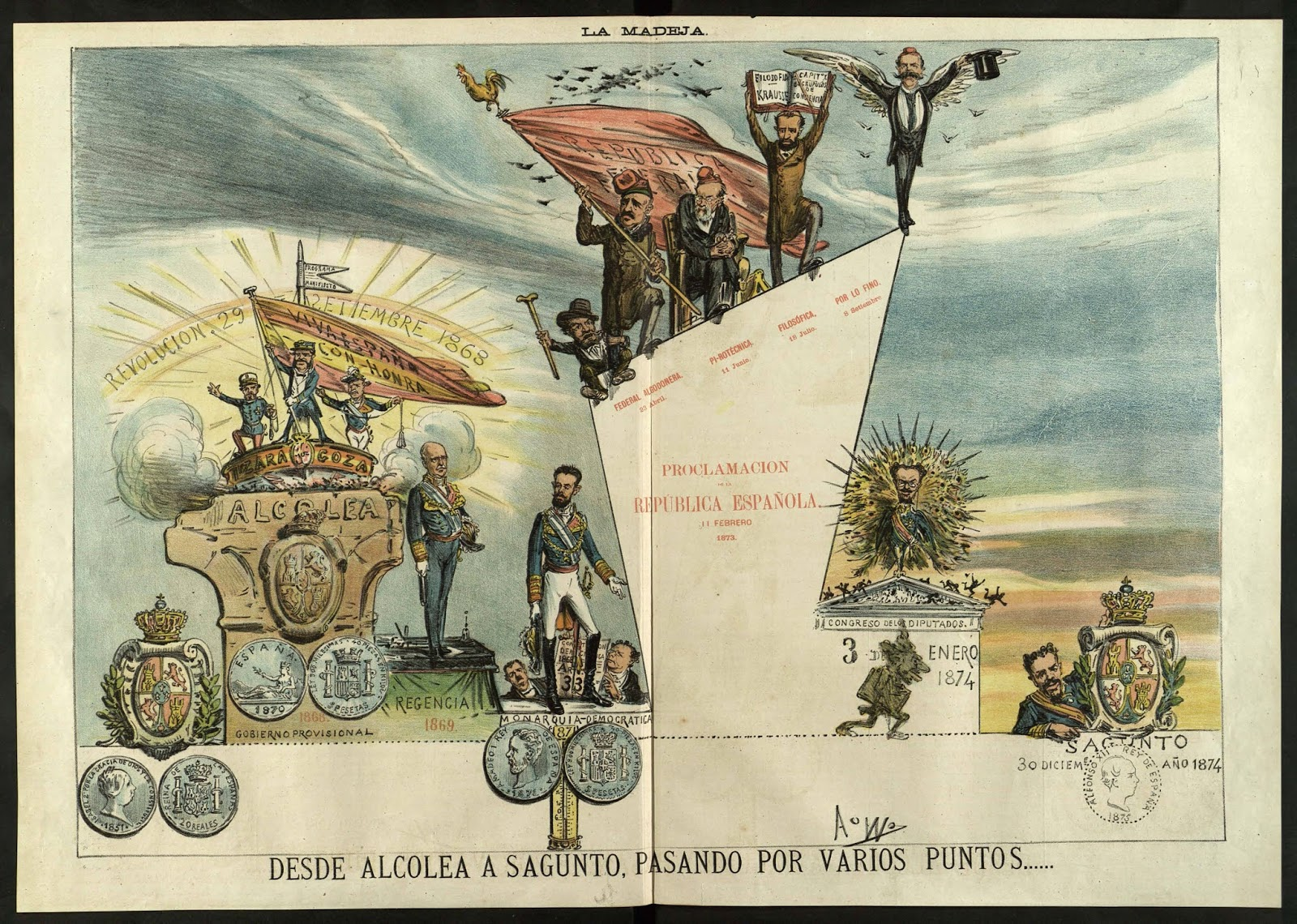
Caricatura sobre las etapas del Sexenio Democrático, publicada por la revista La Madeja, otra de las cabeceras de La Flaca, el 14 de marzo de 1875.

Se conoce como Sexenio Democrático o Sexenio Revolucionario al periodo de la historia contemporánea de España transcurrido desde el triunfo de la Revolución de septiembre de 1868 hasta el pronunciamiento de diciembre de 1874, que supuso el inicio de la etapa conocida como Restauración borbónica.  
El Sexenio suele dividirse en tres (o cuatro) etapas: la primera, la del Gobierno provisional de 1868-1871; la segunda, el reinado de Amadeo I (1871-1873); la tercera, la Primera República Española, proclamada tras la renuncia al trono del rey Amadeo de Saboya en febrero de 1873. A su vez, ésta se divide entre el período de la República federal, a la que pone fin el golpe de Pavía de enero de 1874, y la República unitaria —también conocida como la dictadura de Serrano—, que se cierra con el pronunciamiento en diciembre de 1874 en Sagunto del general Arsenio Martínez Campos en favor de la restauración de la Monarquía borbónica en la persona del hijo de Isabel II: Alfonso XII. 
En la actividad política de estos años se advierte la participación de cuatro bloques políticos: los unionistas, encabezados por el general Serrano; los progresistas, encabezados por el general Prim y, tras su asesinato, por Práxedes Mateo Sagasta y Manuel Ruiz Zorrilla; los demócratas monárquicos llamados «cimbrios», encabezados por Cristino Martos y Nicolás María Rivero; y los republicanos federales, cuyos líderes eran Estanislao Figueras, Francisco Pi y Margall, Nicolás Salmerón y Emilio Castelar. Además, hay que contar con el Partido Moderado, decantado cada vez más hacia las posiciones de los alfonsinos dirigidos por Antonio Cánovas del Castillo; con los carlistas, que desencadenarán en 1872 la tercera guerra carlista para intentar poner en el trono al pretendiente Carlos VII; así como con los independentistas cubanos, lo que dará lugar tras el Grito de Yara a la guerra de los Diez Años.

## Antecedentes
En 1863, la reina Isabel II destituyó al general Leopoldo O'Donnell, que durante los cinco años anteriores había presidido el «gobierno largo» de la Unión Liberal. El Partido Progresista esperaba ser llamado al Gobierno, pero la reina decidió nombrar al frente del poder ejecutivo a un veterano miembro del Partido Moderado: el marqués de Miraflores. Esto inclinó a los progresistas a optar por el retraimiento, lo que significaba que no presentarían candidatos a las elecciones, deslegitimando así las Cortes que salieran de ellas —e implícitamente a la propia Monarquía—. El Gobierno de Miraflores tuvo una corta duración, como los dos siguientes, también encabezados moderados, hasta que en 1864 fue nombrado presidente del Gobierno el «hombre fuerte» del Partido Moderado: el general Ramón María Narváez. Éste se mantuvo en el poder hasta junio de 1865, siendo destituido por la reina a consecuencia de los trágicos sucesos conocidos como la Noche de San Daniel. Entonces, Isabel II volvió a llamar al Gobierno a Leopoldo O'Donnell, al frente de su partido la Unión Liberal, una especie de partido de «centro» del que formaban los moderados más progresistas («puritanos») y los progresistas más moderados («templados»).
En junio de 1866 tuvo lugar una insurrección en Madrid para acabar con la Monarquía, conocida como la sublevación del cuartel de San Gil, porque fueron los sargentos de este cuartel de artillería los que protagonizaron el alzamiento. Al mes siguiente, la reina Isabel II destituyó al general O'Donnell por considerar que había sido demasiado blando con los insurrectos —a pesar de que habían sido fusilados 66 de ellos— y llamó de nuevo al general Narváez para sustituirle. Narváez adoptó inmediatamente una política autoritaria y represiva que hizo imposible el turno en el poder con la Unión Liberal, que entonces optó por hacer el «vacío en Palacio» —según la expresión del propio O'Donnell—, lo que significaba el retraimiento en el Senado.

### La crisis económica de 1866-1868

La red de ferrocarriles en España durante el.

A principios de 1866 estalló la primera crisis financiera de la historia del capitalismo español. Aunque estuvo precedida de la crisis de la industria textil catalana, cuyos primeros síntomas aparecieron en 1862 a consecuencia de la escasez de algodón provocada por la guerra civil estadounidense, el detonante de la crisis financiera de 1866 fueron las pérdidas de las compañías ferroviarias, que arrastraron con ellas a bancos y sociedades de crédito. Las primeras quiebras de sociedades de crédito vinculadas a las compañías ferroviarias se produjeron en 1864, pero fue en mayo de 1866 cuando la crisis alcanzó a dos importantes sociedades de crédito de Barcelona, la Catalana General de Crédito y el Crédito Mobiliario Barcelonés, lo que desató una oleada de pánico.
A la crisis financiera de 1866 se sumó una grave crisis de subsistencias en 1867 y 1868, motivada por la malas cosechas de esos años. Los afectados no fueron los hombres de negocios o los políticos, como en la crisis financiera, sino las clases populares, debido a la escasez y carestía de productos básicos como el pan. Se desataron motines populares en varias ciudades, como en Sevilla, donde el trigo llegó a multiplicar por seis su precio, o en Granada, al grito de «¡Pan a ocho!» (reales). La crisis de subsistencias se vio agravada por el crecimiento del paro, provocado por la crisis económica —a su vez desencadenada por la crisis financiera—, que afectó sobre todo a dos de los sectores que más trabajo proporcionaban: las obras públicas —incluidos los ferrocarriles— y la construcción. La coincidencia de ambas crisis, la financiera y la de subsistencias, creaba «unas condiciones sociales explosivas que daban argumentos a los sectores populares para incorporarse a la lucha contra el régimen isabelino».
Según ha señalado Juan Francisco Fuentes, hay que descartar «una relación causa-efecto entre la crisis económica y la Revolución de 1868», aunque no «se puede ignorar la importancia que aquella gran crisis del capitalismo español iniciada en 1864 tuvo en la percepción general de las élites políticas y económicas: el convencimiento de que el régimen isabelino, reducido finalmente a una pequeña camarilla político-clerical, se había aislado por completo de la realidad nacional. A los ojos de una buena parte de la sociedad española, aquello era el final de una época. Una grave crisis de subsistencias en los años 1867-1868 acabaría de generalizar esa sensación de catástrofe nacional que se apodera del país en la última etapa del reinado de Isabel II».

La crisis económica aceleró el deterioro político del régimen isabelino. El Gobierno debía enfrentarse a varios grupos hostiles, como los inversores, que querían salvar su patrimonio; los industriales, que precisaban mayor proteccionismo; y los campesinos y obreros, que no querían pasar hambre.

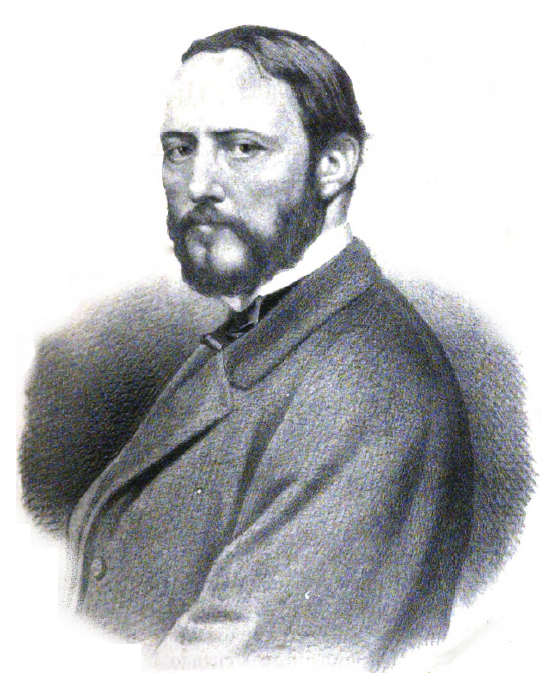
Juan Prim en 1869.

### El pacto de Ostende
El Pacto de Ostende entre progresistas y demócratas, que recibe su nombre por el de la ciudad de Bélgica donde se firmó el 16 de agosto de 1866, fue una iniciativa del general progresista Juan Prim con el objetivo de derribar la Monarquía de Isabel II. Constaba de dos puntos:

1º, destruir lo existente en las altas esferas del poder;
2º, nombramiento de una asamblea constituyente, bajo la dirección de un Gobierno provisorio, la cual decidiría la suerte del país, cuya soberanía era la ley que representase, siendo elegida por sufragio universal directo.

La ambigua redacción del primer punto permitía incorporar al mismo a otras personalidades y fuerzas políticas. Así, tras el fallecimiento de O'Donnell el 5 de noviembre de 1867, los generales Prim y Serrano —paradójicamente, el mismo militar que había dirigido la represión de la sublevación del cuartel de San Gil— firmaron un acuerdo en marzo de 1868 por el que la Unión Liberal se sumaba al mismo. Con esto, «la Unión Liberal aceptaba la entrada en un nuevo proceso constituyente y en la búsqueda de una nueva dinastía, y, según el punto segundo [del Pacto de Ostende], la soberanía única de la nación y el sufragio universal».

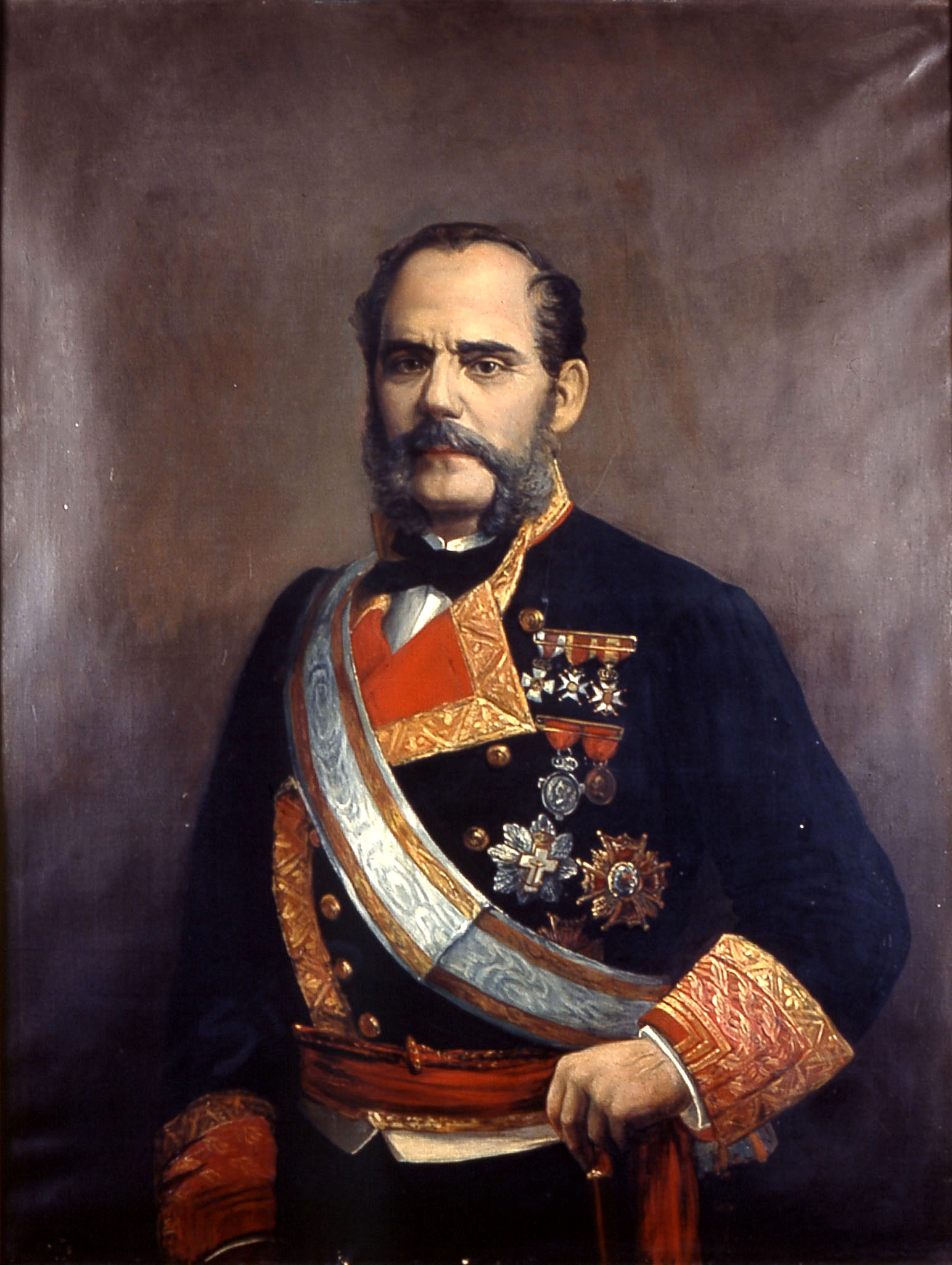
Almirante Juan Bautista Topete (1887) por Rafael Monleón (Museo Naval de Madrid).

La respuesta de Narváez fue acentuar su política autoritaria. Las Cortes, cerradas en julio de 1866, no volvieron a abrirse, pues fueron disueltas y se convocaron nuevas elecciones para principios de 1867. La «influencia moral» del Gobierno dio una mayoría tan aplastante a los diputados ministeriales que la Unión Liberal, lo más parecido a una oposición parlamentaria, quedó reducida a cuatro diputados. Además en el nuevo reglamento de las Cortes aprobado en junio de 1867, tres meses después de haber sido abiertas, se suprimió el voto de censura, reduciendo así sensiblemente su capacidad para controlar al Gobierno. En abril de 1868 falleció el general Narváez, y la reina nombró para sustituirle al ultraconservador Luis González Bravo, que siguió con la política autoritaria y represiva de su antecesor.

## Revolución: «la Gloriosa»
El 16 de septiembre de 1868, el general Prim llegó a Cádiz procedente de Londres, vía Gibraltar, y dos días después, el 18 de septiembre, se sublevaba el almirante Juan Bautista Topete al frente de la escuadra. El 19, tras la llegada desde Canarias del general Serrano y del resto de los generales unionistas comprometidos, Topete leyó un manifiesto redactado por el escritor unionista Adelardo López de Ayala en el que se justificaba el pronunciamiento y que acababa con el grito «¡Viva España con honra!», que se haría célebre. En los días siguientes, el levantamiento se fue extendiendo por el resto del país, empezando por Andalucía. Se formaron juntas provinciales que se encargaron de movilizar a la población mediante promesas de sufragio universal, de eliminación de los consumos, del fin del reclutamiento forzoso y de una nueva Constitución. En las ciudades, las juntas revolucionarias, formadas por demócratas y progresistas, asumieron el poder.
El mismo día en que se hizo público el manifiesto de los sublevados, González Bravo dimitió. La reina Isabel II nombró para sustituirle al general José Gutiérrez de la Concha, quien organizó un ejército en Madrid como pudo, dada la falta de apoyo que encontró entre los mandos militares, y lo envió a Andalucía al mando del general Manuel Pavía y Lacy, marqués de Novaliches, para que acabara con la rebelión. Al mismo tiempo, aconsejó a la reina que volviera a Madrid desde San Sebastián, donde estaba de veraneo; pero, al poco tiempo de iniciar el viaje en tren, el general de la Concha le envió un telegrama a la reina pidiéndole ahora que siguiera en San Sebastián, porque las situación de las fuerzas leales había empeorado.

El 28 de septiembre tuvo lugar la decisiva batalla de Alcolea (en la provincia de Córdoba), en la que la victoria fue para las fuerzas sublevadas al mando del general Serrano, que contaron con el apoyo de millares de voluntarios armados. Al día siguiente, el levantamiento triunfaba en Madrid; y, el día 30, Isabel II abandonaba España desde San Sebastián. Entonces terminó toda resistencia de las fuerzas leales a la reina y el 8 de octubre se formaba un Gobierno provisional presidido por el general Serrano, y del que formaban parte el general Prim y el almirante Topete. Se sellaba así el triunfo de la que sería llamada la Revolución de 1868 o la «Gloriosa», que había puesto fin al reinado de Isabel II.

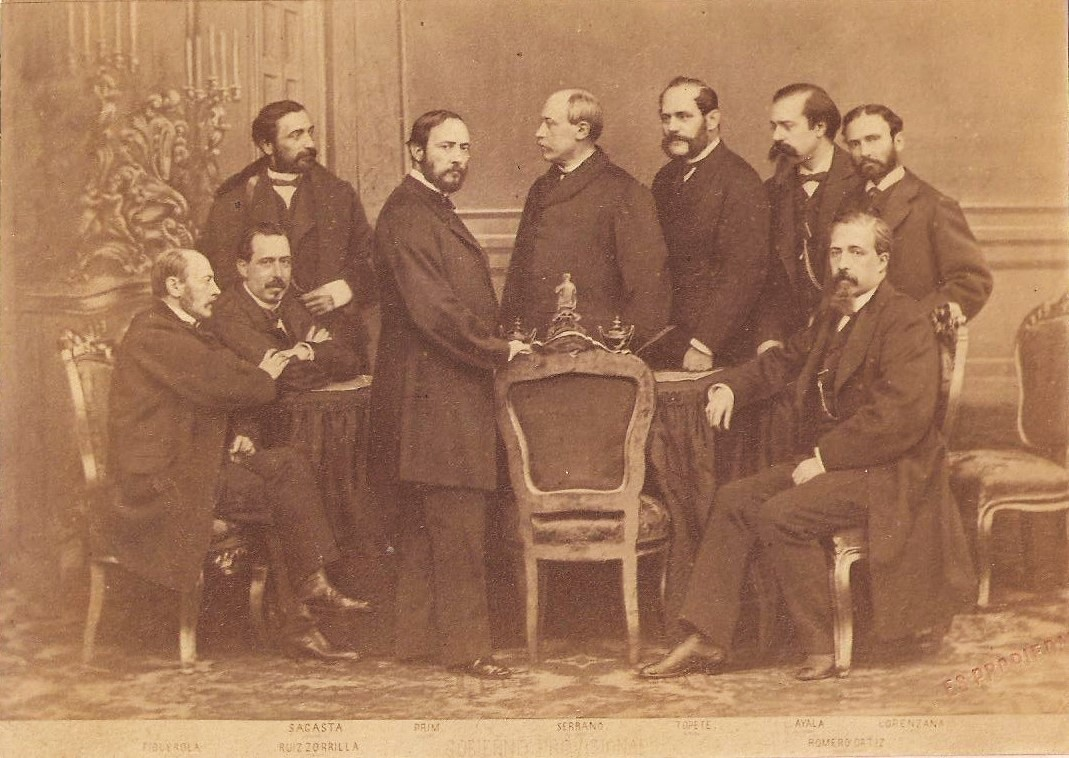
El Gobierno provisional en 1869. De izquierda a derecha: Laureano Figuerola (Hacienda), Práxedes Mateo Sagasta (Gobernación), Manuel Ruiz Zorrilla (Fomento), Juan Prim (Guerra), Francisco Serrano (presidente del Gobierno provisional), Juan Bautista Topete (Marina), Adelardo López de Ayala (Ultramar), Antonio Romero Ortiz (Gracia y Justicia) y Juan Álvarez Lorenzana (Estado). Fotografía de J. Laurent.

## El Gobierno Provisional

### Composición del Gobierno provisional y fuerzas políticas
Tras el triunfo de la revolución se formó un Gobierno Provisional presidido por el general Serrano (unionista) y con Prim (progresista) en el Ministerio de la Guerra, el almirante Juan Bautista Topete (también unionista) en la cartera de Marina y Sagasta (también progresista) en el de Gobernación. Quedaron fuera los demócratas, que no aceptaron el único puesto en el Gobierno que se les ofreció.
Cuando el Gobierno provisional proclamó que era favorable a la monarquía, rompiendo el compromiso del Pacto de Ostende de que se mantendría neutral en la cuestión de la forma de gobierno, el Partido Demócrata apostó claramente por la república y cambió su nombre por el de Partido Republicano Democrático Federal. Una minoría de demócratas que creían en la compatibilidad de la democracia con la monarquía —aunque seguían apoyando a la república, pero a más largo plazo— no continuaron en el partido y se unieron a la coalición de unionistas y progresistas que apoyaba al Gobierno provisional. Fueron llamados «cimbrios».
Sin embargo, en el seno del Partido Republicano Federal existían varias tendencias. Una más conservadora, encabezada por Emilio Castelar y cuyo concepto de España era una administración unitaria o centralista. Un segundo sector «centrista», encabezado por Francisco Pi y Margall, que defendía la república federal, pues concebían España como una federación pactada de Estados regionales históricos; además, aceptaba la legalidad y se oponía a la insurrección armada. Por último, estaban los «intransigentes», que, a diferencia de los «benévolos» —como llamaban a los conservadores y a los centristas—, eran partidarios de la insurrección para construir el Estado federal de «abajo arriba». Carecían de un líder claro, pero consideraban como su «patriarca» al veterano republicano José María Orense. Las bases sociales republicanas se encontraban en la pequeña burguesía, las clases populares urbanas (artesanos, asalariados) y parte del movimiento obrero y campesino antes de que fuera atraído por las ideas y organizaciones anarquistas y socialistas.

### Elecciones constituyentes y reformas
La convocatoria a Cortes Constituyentes se hizo, por primera vez, mediante elecciones por sufragio universal masculino (mayores de 25 años), en las que votó el 70% del censo. La composición política del Parlamento quedó de la siguiente manera: progresistas (159 diputados), unionistas (69), republicanos federales (69), demócratas (20), carlistas (18), isabelinos o liberales moderados (14), y republicanos unitarios (2); que elaborarían y aprobarían en junio de 1869 la Constitución de la nueva monarquía.
Además de la aprobación de la Constitución, las Cortes abordaron la abolición de la esclavitud, que se limitó de momento a la «libertad de vientres» (ley Moret de 4 de julio de 1870, llamada así por Segismundo Moret, ministro de Ultramar y posteriormente de Hacienda). La supresión total hubo de esperar varios años más: a 1873 para Puerto Rico y a 1886 para Cuba. En ambas colonias se habían producido simultáneamente a la Revolución Gloriosa de la metrópolis las sublevaciones independentistas llamadas Grito de Lares —en Puerto Rico, de breve duración— y Grito de Yara —que condujo a la guerra de los Diez Años cubana—. En el seno del movimiento independentista se produjo un enfrentamiento entre los ricos dueños de las plantaciones y el resto de los cubanos, partidarios del fin del régimen esclavista. La forma de gestionar ambos asuntos (colonial y esclavista) proporcionó importantes argumentos utilizados por la oposición a los gobiernos del sexenio. 

Por otro lado el Gobierno decretó la libertad de imprenta y de asociación. Se devolvieron sus puestos en la Universidad a los profesores que habían sido represaliados, como Emilio Castelar. Se tomaron medidas económicas para solucionar el déficit público, como la fijación de la peseta como unidad monetaria y se oficializó el sistema métrico decimal.

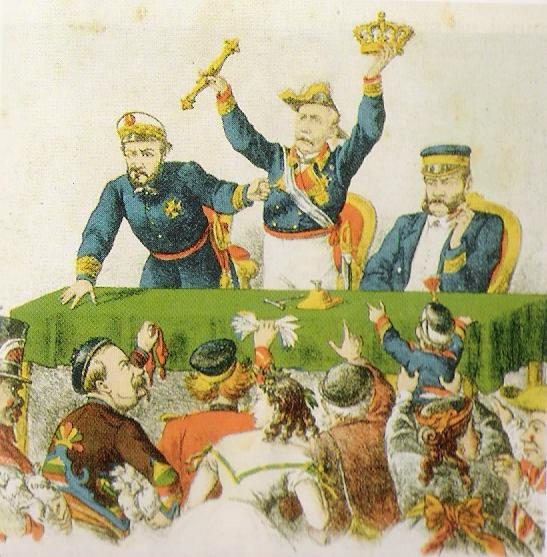
Prim, Serrano y Topete subastan la Corona española, La Flaca (1869).

### La búsqueda de un nuevo rey
El triunfo en las elecciones de los partidos que defendían la monarquía como forma de gobierno, tal como se recogió en la Constitución de 1869, obligó al nuevo Gobierno a encontrar un nuevo rey para España. Mientras tanto, aplicando la Constitución, el general Serrano asumió la regencia.
Encontrar un rey se convirtió en un grave problema interno e internacional. Las fuerzas políticas que habían derribado a Isabel II no se ponían de acuerdo en quién debería sustituirla: el duque de Montpensier, los unionistas; Fernando de Sajonia-Coburgo, los progresistas. Y se desataron las rivalidades entre las principales potencias europeas —todas ellas monarquías— para «colocar» a «su» candidato en el trono vacante de la Corona de España.

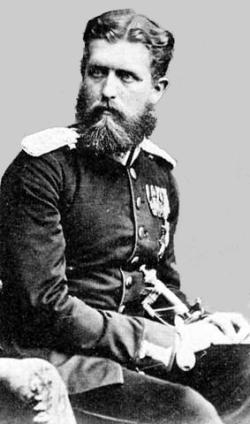
Leopoldo de Hohenzollern-Sigmaringen.

El portugués Fernando de Sajonia-Coburgo-Gotha rechazó el ofrecimiento. La candidatura de Antonio de Orleans, duque de Montpensier y esposo de la hermana de la reina, María Luisa Fernanda de Borbón, no prosperó al matar en un duelo al infante Enrique de Borbón, hermano del esposo de Isabel II. El alemán Leopold de Hohenzollern-Sigmaringen (al que los españoles llamaban en tono de humor, y ante la dificultad de pronunciar correctamente su apellido: «Olé, olé, si me eligen»), contaba con el valioso apoyo del canciller Otto von Bismarck. Sin embargo, Napoleón III lo vetó temiendo que Francia quedara entre dos monarquías Hohenzollern. En medio de este enfrentamiento se presentó el Telegrama de Ems, que desató la guerra franco-prusiana de en julio de 1870. El futuro Alfonso XII no fue aceptado por Prim, debido al nefasto recuerdo del reinado del último Borbón, su madre Isabel II.
Así pues, tras quedar descartado el príncipe prusiano Leopold de Hohenzollern-Sigmaringen por la oposición de Napoleón III y el duque de Montpensier, a cuya candidatura también se oponía Napoleón III a causa del antagonismo entre las casas dinásticas francesas —los Bonaparte y los Orleans—, además de que el entronque familiar de Montpensier con los Borbones, al ser cuñado de la destronada Isabel II, hizo que esta opción fuera muy poco apoyada por los partidos monárquicos-democráticos españoles, «solo quedaba la candidatura italiana de la casa de Saboya, impulsada por Prim desde el verano de 1870 hasta convertirse en su principal valedor».
El 16 de noviembre de 1870, las Cortes Constituyentes eligieron a Amadeo de Saboya, duque de Aosta y segundo hijo del rey Víctor Manuel II Italia, como nuevo rey de España, con el nombre de Amadeo I. Votaron a favor 191 diputados, en contra 100 y hubo 19 abstenciones —60 votaron por la república federal, 27 por el duque de Montpensier y 8 por el general Espartero—. La solución «no satisfacía más que a los progresistas y fue aceptada con enorme frialdad por la opinión pública española, que no llegó a sentir nunca el menor entusiasmo por el príncipe italiano». El padre Luis Coloma hizo referencia en su famosa novela Pequeñeces a una «grotesca sátira» titulada El Príncipe Lila, que se celebró en los jardines del Retiro de Madrid, «en la que designaban al monarca reinante con el nombre de Macarroni I», «mientras un gentío inmenso de todos los colores y matices aplaudía».

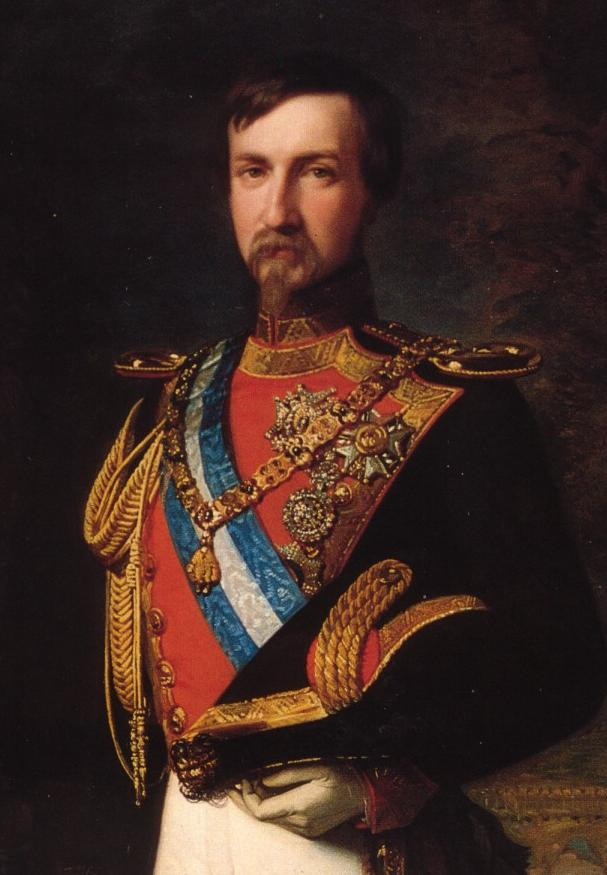
El Duque de Montpensier.

La sesión de las Cortes de 16 de noviembre de 1870, presididas por Manuel Ruiz Zorrilla, en la que tuvo lugar la votación para la elección del nuevo Rey arrojó el siguiente resultado:
| Candidatura            | Votos |
| ---------------------- | ----- |
| Amadeo de Saboya       | 191   |
| República federal      | 60    |
| Duque de Montpensier   | 27    |
| Baldomero Espartero    | 8     |
| Alfonso de Borbón      | 2     |
| República unitaria     | 2     |
| República              | 1     |
| Duquesa de Montpensier | 1     |
| Blancos                | 19    |
| Total                  | 311   |

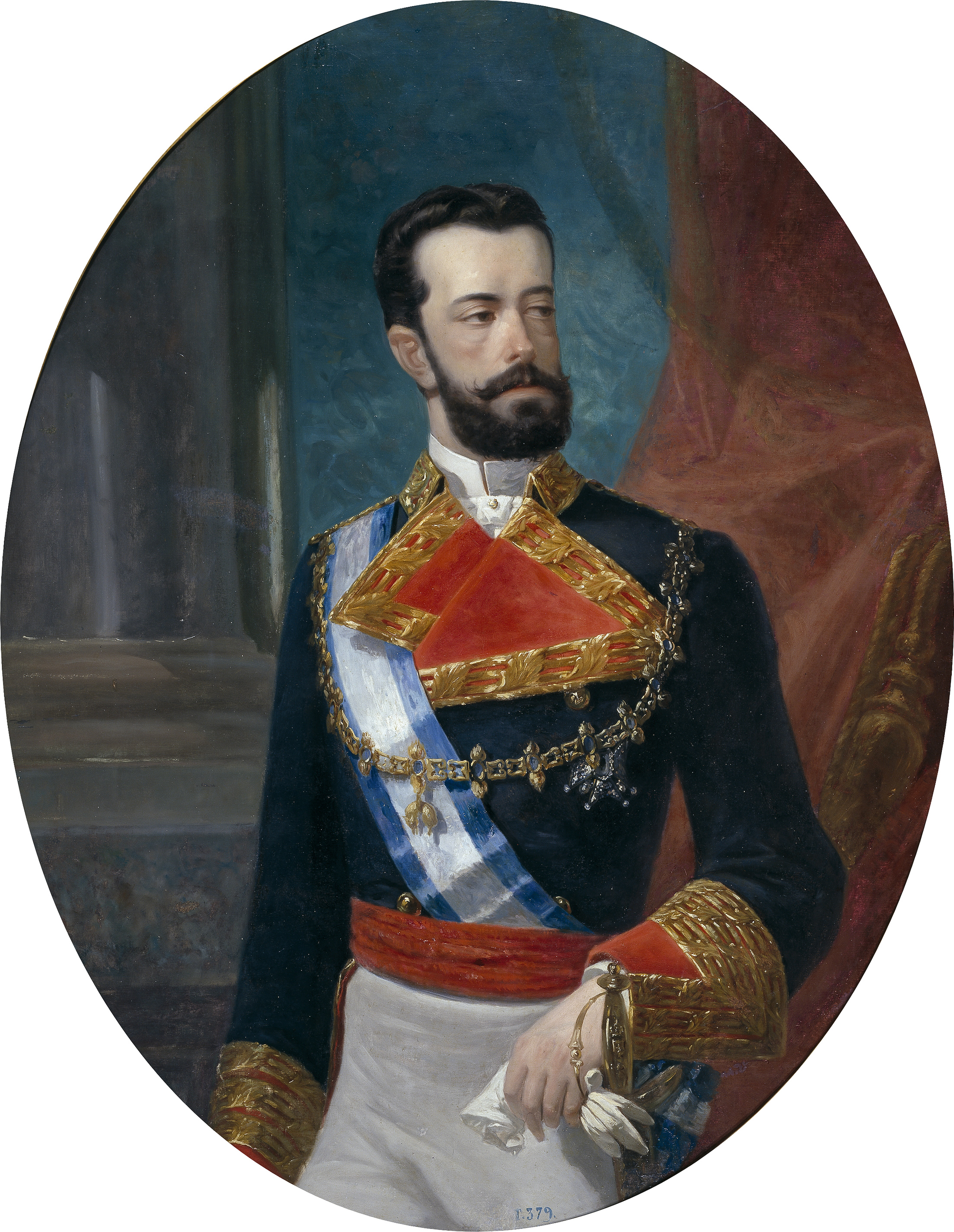
Amadeo de Saboya, I de España.

Tras jurar ante el Parlamento, Amadeo I fue proclamado rey de España el 2 de enero de 1871.

## La monarquía parlamentaria de Amadeo I (1871-1873)

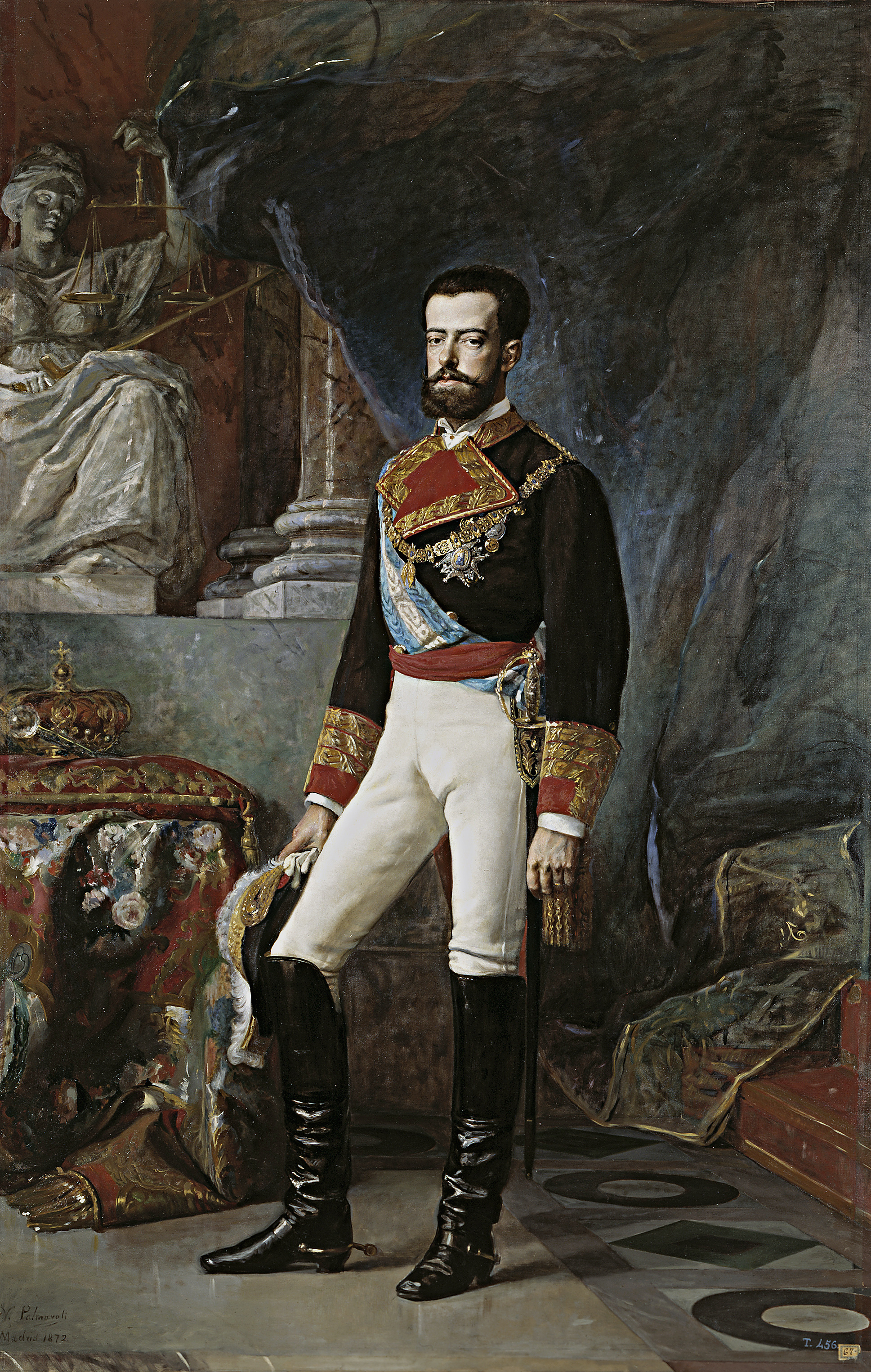
Retrato de Amadeo I (1872), de Vicente Palmaroli (Museo del Prado).

El reinado de Amadeo I fue el primer intento en la historia de España de poner en práctica la forma de gobierno de la Monarquía parlamentaria («monarquía popular» o «monarquía democrática», como se la llamó en la época), aunque se saldó con un sonoro fracaso ya qué solo duró dos años: del 2 de enero de 1871, en que fue proclamado como rey por las Cortes Constituyentes, al 10 de febrero de 1873, en que presentó su abdicación.
Entre las razones se suele aducir el hecho de que, el mismo día de la llegada a España del nuevo rey, moría en Madrid el general Prim, víctima de un atentado que se había producido tres días antes. Prim, además de ser el principal valedor del monarca, era el líder del Partido Progresista, la fuerza política más importante de la coalición monárquico-democrática; su muerte abrió la pugna por la sucesión entre Práxedes Mateo Sagasta y Manuel Ruiz Zorrilla, que a la larga acabó provocando la «traumática descomposición» de aquella coalición destinada a ser el sostén de la monarquía amadeísta. Para Ángel Bahamonde: «Son demostrativas de la inestabilidad política del régimen la celebración de tres elecciones generales a Cortes y la sucesión de seis gabinetes ministeriales en dos años de reinado». En última instancia, como apuntó M.ª Victoria López-Cordón, «la deserción de las [fuerzas] que deberían haberla sustentado hizo imposible la experiencia».
Otra de las razones fue que la monarquía de Amadeo I no pudo integrar a los grupos políticos de oposición que no reconocían la legitimidad del nuevo rey y que siguieron defendiendo su propio proyecto político —la república, la monarquía carlista o la monarquía alfonsina—. Los republicanos federales protagonizaron varias insurrecciones armadas en Andalucía y Cataluña, en las que se mezclaron reivindicaciones populares como el reparto de tierras, la abolición de las quintas y de los impuestos de consumos, manifestándose la falta de apoyo entre el pueblo, que no aceptó al nuevo monarca al que, burlándose, llamaba «Macarronini I» o «Macarrón I».
Por su parte, los carlistas iniciaron una nueva ofensiva militar en 1872 —que se extendería más allá del Sexenio, hasta 1876—. Encabezados por el pretendiente Carlos VII, nieto de Carlos María Isidro (Carlos V en la sucesión carlista), movilizaron unos 45 000 hombres armados y, para aumentar sus apoyos, el pretendiente devolvió el 16 de junio los fueros catalanes, aragoneses y valencianos suprimidos por Felipe V; además, creó un Gobierno en Estella, embrión de un Estado carlista con ayuntamientos y diputaciones organizados según el régimen foral, impulsores de las lenguas locales y las instituciones tradicionales anteriores a 1700. La insurrección tuvo éxito en Cataluña, Navarra, País Vasco y puntos aislados del resto de España, donde las tropas carlistas controlaron las zonas rurales, pero no las ciudades.
Al día siguiente de la abdicación de Amadeo I, el 10 de febrero, las Cortes, en una reunión de ambas no prevista en la Constitución de 1869, proclamaron la República el 11 de febrero de 1873.

## La Primera República Española (1873-1874)

### República Federal (1873)
El 11 de febrero de 1873, al día siguiente de la abdicación de Amadeo I, el Congreso y el Senado, constituidos en Asamblea Nacional, proclamaron la República por 258 votos contra 32, pero sin definirla como unitaria o como federal —decisión que postergaban a las futuras Cortes Constituyentes— y nombraron como presidente del Ejecutivo al republicano federal Estanislao Figueras.

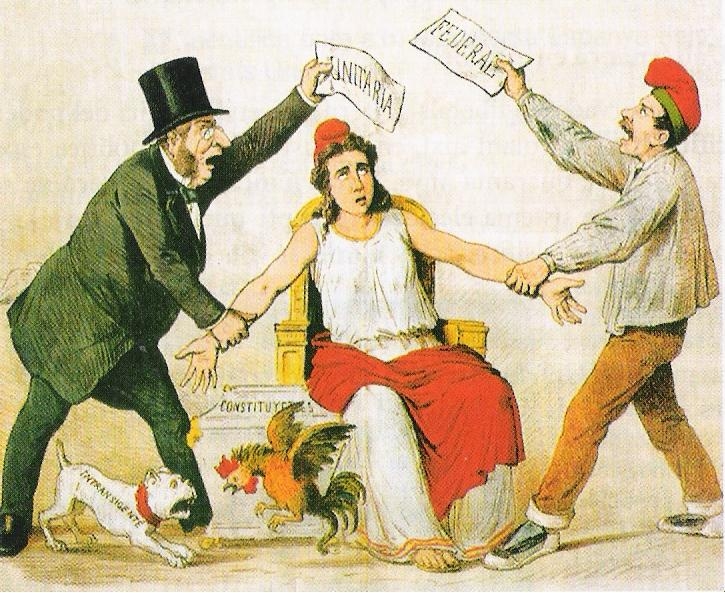
Caricatura de la revista satírica La Flaca, del 3 de marzo de 1873, sobre la pugna entre los radicales, defensores de la república unitaria, y los republicanos federales, divididos en «transigentes» e «intransigentes».

En mayo se celebraron las elecciones a Cortes Constituyentes, que, a causa del retraimiento del resto de los partidos, supusieron una aplastante victoria para el Partido Republicano Federal. Pero esta situación era engañosa; porque, en realidad, los diputados republicanos federales de las Constituyentes estaban divididos en tres grupos:
- Los «intransingentes», con unos 60 diputados, formaban la izquierda de la Cámara y propugnaban que las Cortes se declararan en Convención, asumiendo todos los poderes del Estado —el legislativo, el ejecutivo y el judicial— para construir la república federal de abajo arriba: desde el municipio a los cantones o estados, y desde éstos al poder federal. También defendían la introducción de reformas sociales que mejoraran las condiciones de vida del cuarto estado. Este sector de los republicanos federales no tenía un líder claro, aunque reconocían como su «patriarca» a José María Orense, el viejo marqués de Albaida. Destacaban dentro de él Nicolás Estévanez, Francisco Díaz Quintero, los generales Juan Contreras y Blas Pierrad, y los escritores Roque Barcia y Manuel Fernández Herrero.
- Los «centristas», liderados por Francisco Pi y Margall, coincidían con los intransigentes en que el objetivo era construir una república federal, pero de arriba abajo, es decir: primero había que elaborar la Constitución federal y, luego, proceder a la formación de los cantones o estados federados. El número de diputados con que contaba este sector no era muy amplio y en muchas ocasiones actuaban divididos en las votaciones, aunque se solían inclinar por las propuestas de los intransigentes.
- Los «moderados» constituían la derecha de la Cámara y estaban liderados por Emilio Castelar y por Nicolás Salmerón —y entre los que también destacaban Eleuterio Maisonnave y Buenaventura Abárzuza Ferrer—.  Defendían la formación de una república democrática que diera cabida a todas las opciones liberales, por lo que rechazaban la conversión de las Cortes en un poder revolucionario —como defendían los intransigentes— y coincidían con los «pimargalianos» en que la prioridad de las Cortes era aprobar la nueva Constitución. Constituían el grupo más numeroso de la Cámara, aunque había ciertas diferencias entre los seguidores de Castelar, partidarios de la conciliación con los radicales de Cristino Martos y Nicolás María Rivero —que aceptaban la república, aunque en principio habían apoyado la monarquía de Amadeo I— y con los monárquicos constitucionales del general Serrano y Práxedes Mateo Sagasta, para incluirlos en el nuevo régimen; y los seguidores de Salmerón, que propugnaban que la república solo debía fundamentarse en la alianza de los republicanos «viejos».

A pesar de esta división, no tuvieron problemas en proclamar el 8 de junio la república federal, una semana después de que se abrieran las Cortes Constituyentes bajo la presidencia del veterano republicano intransigente José María Orense, por 218 votos contra dos:

Artículo único. La forma de gobierno de la Nación española es la República democrática federal.

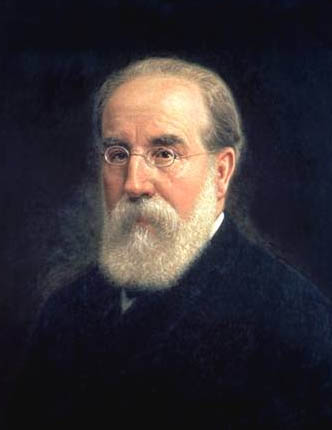
Retrato de Francisco Pi y Margall, segundo presidente del Poder Ejecutivo de la República.

Cuando el presidente del Poder Ejecutivo, Estanislao Figueras, que sufría una fuerte depresión por la muerte de su mujer, tuvo conocimiento de que los generales intransigentes Juan Contreras y Blas Pierrad preparaban un golpe de Estado para iniciar la república federal «desde abajo», al margen del Gobierno y de las Cortes, temiendo por su vida, el 10 de junio huyó a Francia. Le sustituyó el republicano federal centrista Francisco Pi y Margall, quien estableció como prioridad derrotar a los carlistas, que ya llevaban más de un año alzados en armas en la llamada tercera guerra carlista, y la elaboración y aprobación de la nueva Constitución de la República Federal. Pero enseguida el Gobierno de Pi y Margall se encontró con la oposición de los republicanos federales intransigentes, porque en su programa no se habían incluido algunas de las reivindicaciones históricas de los federales como «la abolición del estanco del tabaco, de la lotería, de los aranceles judiciales y de los consumos repuestos en 1870 por ausencia de recursos». Pero lo que reclamaban los «intransigentes» era, sobre todo, que las Cortes, mientras se redactaba y aprobaba la nueva Constitución de la República democrática federal, se constituyeran en Convención, de la que emanaría una Junta de Salud Pública que detentaría el poder ejecutivo; propuesta que fue rechazada por Pi y Margall, y por la mayoría de diputados centristas y moderados que apoyaban al Gobierno.
La respuesta de los intransigentes a la política de «orden y progreso» del Gobierno de Pi y Margall fue abandonar las Cortes el 1 de julio, acusando al Gobierno de haber contemporizado e incluso claudicado frente a los enemigos de la República federal. A continuación, los intransigentes exhortaron a la inmediata y directa formación de cantones, para construir la república de abajo arriba, lo que iniciaría la rebelión cantonal. Para dirigirla se formó en Madrid un Comité de Salud Pública, aunque la iniciativa partió de los federales de cada localidad. Si bien hubo casos como el de Málaga, en que las autoridades locales fueron las que encabezaron la sublevación, en la mayoría se formaron juntas revolucionarias. Dos semanas después de la retirada de las Cortes, la revuelta era un hecho en Murcia, Valencia y Andalucía.
Para acabar con la rebelión cantonal, Pi y Margall se negó a aplicar las medidas de excepción que le proponía el sector moderado de su partido, que incluía la suspensión de las sesiones de las Cortes. El presidente confiaba en que la rápida aprobación de la Constitución federal —lo que no sucedió— y la vía del diálogo —que ya le había funcionado cuando la Diputación de Barcelona proclamó el Estado catalán en el mes de marzo— haría entrar en razón a los sublevados. Aun así, no dudó en recurrir a la represión. Pero, como la política de Pi y Margall de persuasión y represión no consiguió detener la rebelión cantonal, el sector moderado le retiró su apoyo el 17 de julio votando a favor de Nicolás Salmerón. Al día siguiente, Pi y Margall dimitió, tras 37 días de mandato.
El lema del nuevo Gobierno de Salmerón fue el «imperio de la ley». Para sofocar la rebelión cantonal, tomó medidas duras como destituir a los gobernadores civiles, alcaldes y militares que habían apoyado de alguna forma a los cantonalistas y, a continuación, nombrar a generales —aunque fueran contrarios a la República federal— como Manuel Pavía o Arsenio Martínez Campos, para que mandaran las expediciones militares a Andalucía y a Valencia, respectivamente, que pusieran fin a la rebelión. «Además, movilizó a los reservistas, aumentó la Guardia Civil con 30 000 hombres, nombró delegados del Gobierno en las provincias con las mismas atribuciones que el Ejecutivo. Autorizó a las Diputaciones a imponer contribuciones de guerra y a organizar cuerpos armados provinciales, y decretó que los barcos en poder de los cartageneros se consideraran piratas —lo que suponía que cualquier embarcación podía abatirlos estuviera en aguas españolas o no—». Gracias a estas medidas, fueron sometidos uno tras otro los distintos cantones, excepto el de Cartagena, que resistiría hasta el 12 de enero de 1874.

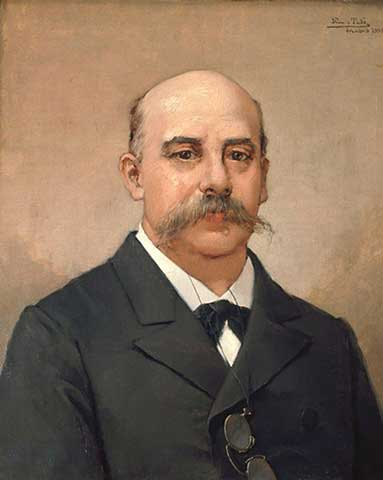
Emilio Castelar, cuarto presidente del Poder Ejecutivo de la Primera República Española

Nicolás Salmerón renunció a su cargo al no querer firmar las sentencias de muerte de varios soldados acusados de traición, ya que, como krausista, era absolutamente contrario a la pena de muerte. Para sustituirle, las Cortes eligieron el 7 de septiembre a Emilio Castelar. Inmediatamente, Castelar consiguió de las Cortes la concesión de facultades extraordinarias, para acabar tanto con la guerra carlista como con la rebelión cantonal, y la suspensión de sus sesiones desde el 20 de septiembre de 1873 hasta el 2 de enero de 1874, lo que, entre otras consecuencias, supuso paralizar el debate y la aprobación del proyecto de Constitución federal.
Los poderes extraordinarios que obtuvo Castelar le permitieron gobernar por decreto, facultad que utilizó inmediatamente para reorganizar el Cuerpo de Artillería —disuelto entre los días 8 y 9 de febrero, al final del reinado de Amadeo I—; llamar a los reservistas y convocar una nueva leva, con lo que consiguió un ejército de 200 000 hombres; y lanzar un empréstito de 100 millones de pesetas para hacer frente a los gastos de guerra.
A finales de noviembre, el Gobierno de Castelar ordenó al general Ceballos, quien dirigía el sitio de Cartagena tras la dimisión del general Martínez Campos —que lo había iniciado el 15 de agosto—, bombardear Cartagena con el fin de «quebrantar el ánimo de los defensores o cuando menos molestarles, para no dar lugar a que permanezcan como han permanecido, completamente tranquilos». El bombardeo comenzó el 26 de noviembre de 1873, sin previo aviso, y se prolongó hasta el último día del asedio, el 12 de enero de 1874, contabilizándose en total 27 189 proyectiles: «un verdadero diluvio de fuego» que causó 800 heridos y 12 muertos, y destrozos en la mayoría de los inmuebles —solo 28 casas quedaron indemnes—. Fue respondido por los cañones de los castillos de Cartagena y de las fragatas, pero fueron mucho menos efectivos, dada la dispersión de las fuerzas gubernamentales que sitiaban la plaza por tierra. Tras la primera semana de bombardeo, en que los sitiadores se percataron de que las defensas de Cartagena seguían intactas, el general Ceballos presentó la dimisión; el 10 de diciembre fue sustituido por el general José López Domínguez, también un antirrepublicano y, además, sobrino del general Serrano, el líder del monárquico Partido Constitucional. En la entrevista que mantuvo en Madrid con Castelar, este le insistió en que debía conseguir la rendición de Cartagena, costara lo que costara, antes del 2 de enero, la fecha prevista para la reapertura de las Cortes.

### República unitaria: la dictadura de Serrano (1874)

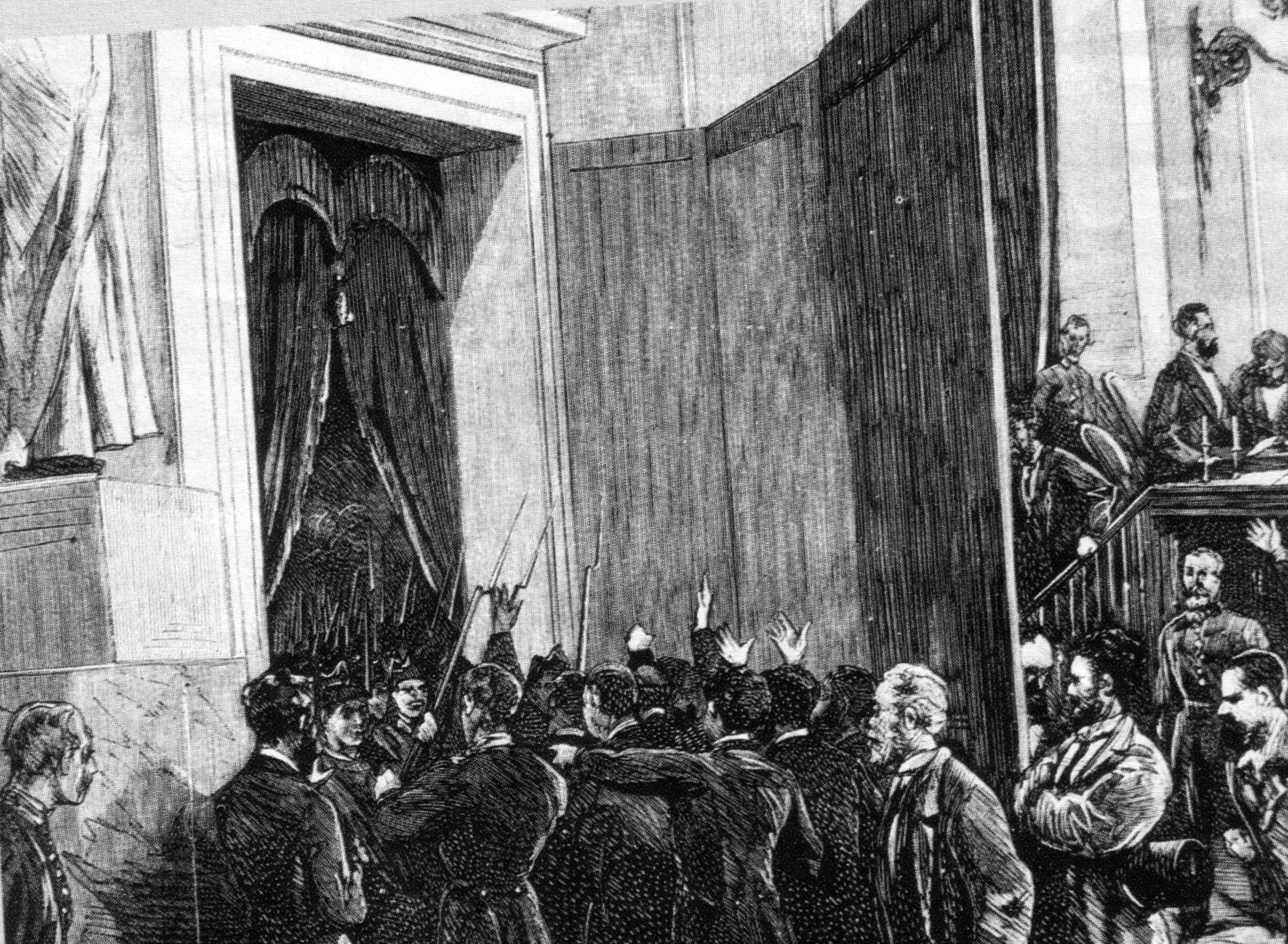
Entrada de las fuerzas del general Pavía en el Congreso de los Diputados en la madrugada del 3 de enero de 1874.

Cuando se reabrieron las Cortes, a las dos de la tarde del 2 de enero de 1874, el capitán general de Madrid, Manuel Pavía, tenía preparadas a sus tropas en caso de que Castelar perdiera la votación parlamentaria. Pasada la medianoche, se produjo la votación de la cuestión de confianza, en la que el Gobierno salió derrotado por 100 votos a favor y 120 en contra, lo que obligó a Castelar a presentar la dimisión. Entonces, Pavía partió hacia el Congreso de los Diputados con los regimientos comprometidos y, cuando llegó, la Guardia Civil, que custodiaba el Congreso, se puso a sus órdenes. Tras ordenar al presidente del Congreso de los Diputados, Nicolás Salmerón, que lo desalojara, fuerzas de la Guardia Civil y del Ejército entraron en el edificio del Congreso disparando tiros al aire por los pasillos, y los diputados lo abandonaron rápidamente. Pavía justificó el golpe afirmando que lo había dado por «la salvación del Ejército, de la libertad y de la patria».
El general Pavía intentó que se formara un «Gobierno nacional» presidido por Emilio Castelar. No obstante, este rehusó asistir a la reunión de los líderes políticos constitucionales, radicales, alfonsinos y republicanos unitarios que Pavía había convocado con tal fin —los republicanos federales de Salmerón y de Pi y Margall, y los intransigentes quedaron obviamente excluidos—, al no querer mantenerse en el poder por medios antidemocráticos. En la reunión, Pavía defendió la república conservadora y, por eso, impuso al republicano unitario Eugenio García Ruiz como ministro de la Gobernación y nombró al general Serrano jefe del nuevo Gobierno. Con Serrano al frente, «nominalmente la República continuaba pero completamente desnaturalizada», afirma José Barón Fernández, por lo que el golpe de Pavía supuso el final de facto de la Primera República Española.

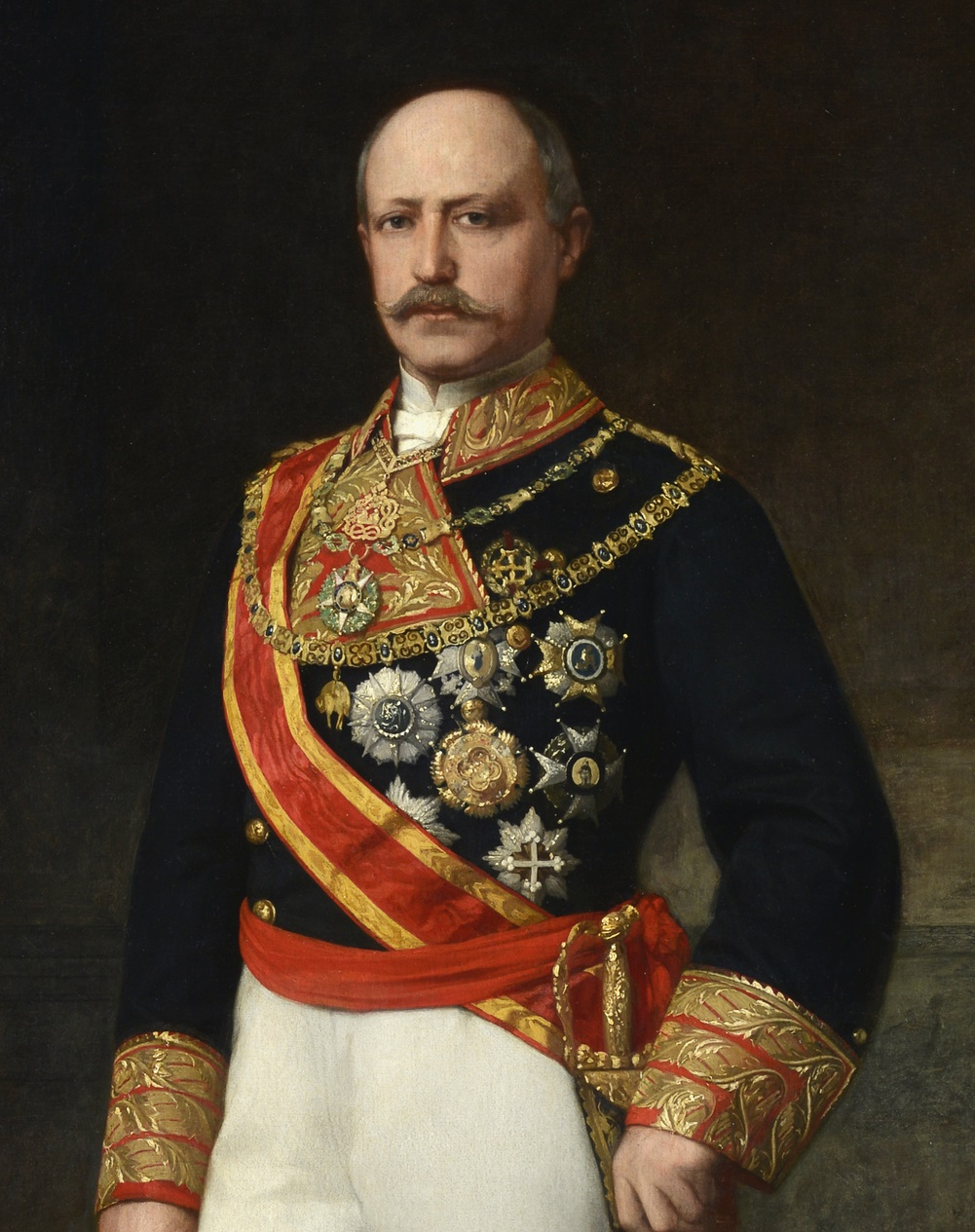
Retrato del general Serrano, último presidente de la I República, desde enero hasta diciembre de 1874.

El general Francisco Serrano formó un Gobierno de concentración que agrupó a constitucionales, radicales y republicanos unitarios, y del que se excluyó a los republicanos federales. Su objetivo prioritario fue acabar con la rebelión cantonal y con la guerra carlista, para luego convocar unas Cortes que decidieran la forma de gobierno. Quedó así establecida la dictadura de Serrano, pues no existían Cortes —al haber quedado disueltas— que controlaran la acción del Gobierno ni ley suprema que delimitara sus funciones; porque, si bien restableció la Constitución de 1869, a continuación la dejó en suspenso «hasta que se asegurase la normalidad de la vida política».
Recién formado el nuevo Gobierno, se puso fin a la rebelión cantonal con la entrada en Cartagena el 12 de enero del general José López Domínguez, sustituto de Martínez Campos. Las primeras medidas que tomó pusieron de manifiesto su carácter conservador, como la inmediata proscripción de la sección española de Asociación Internacional de Trabajadores, la Federación Regional Española (fundada en 1870), por atentar «contra la propiedad, contra la familia y demás bases sociales».

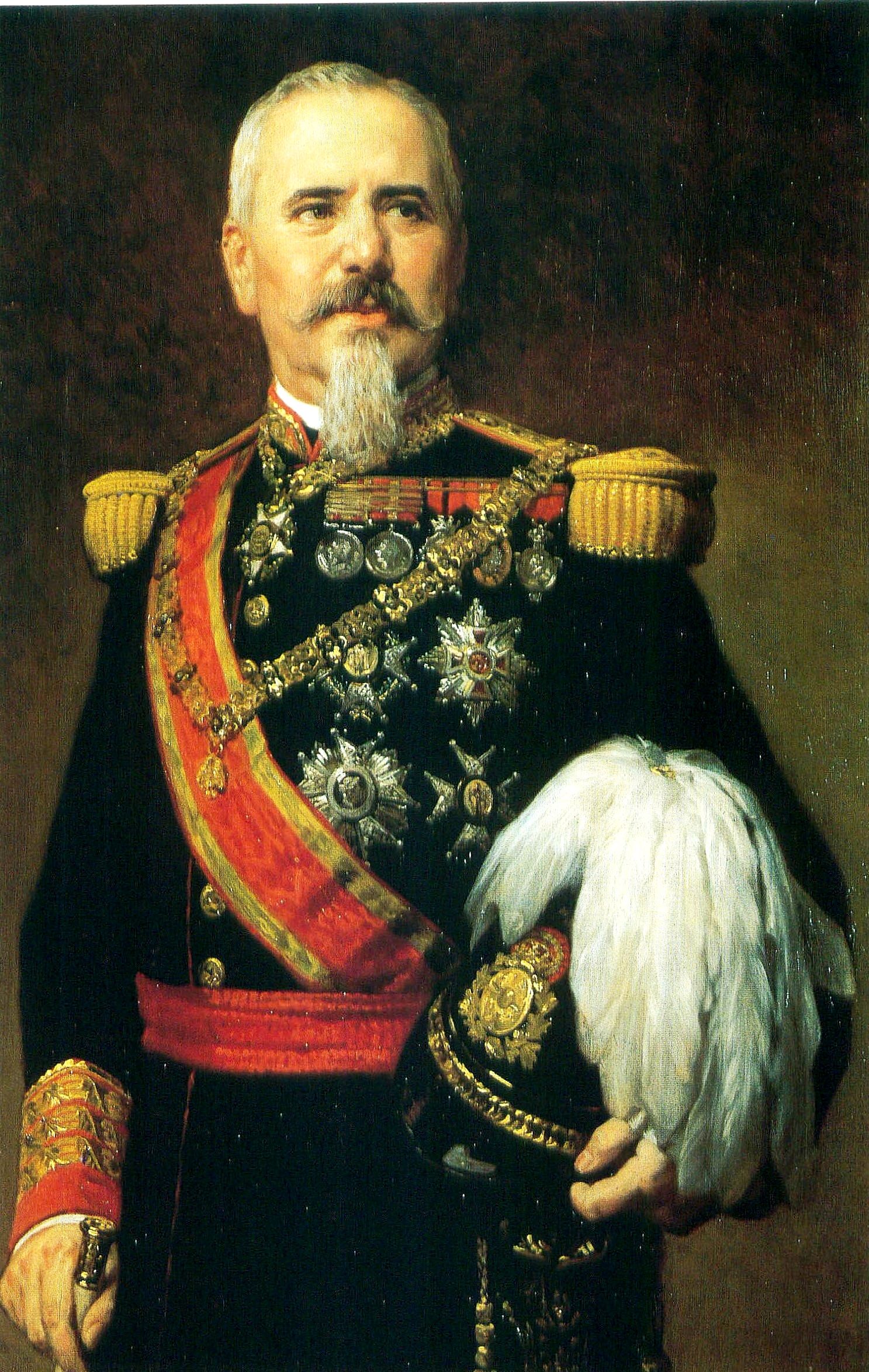
General Arsenio Martínez Campos.

El 26 de febrero, Serrano marchó al norte para encargarse personalmente de las operaciones contra los carlistas, dejando al general Juan de Zavala y de la Puente al frente del Gobierno y quedando él como presidente del Poder Ejecutivo de la República. Tras su éxito en el levantamiento del sitio de Bilbao, Serrano reforzó su posición en el Gobierno con el nombramiento en mayo de Sagasta al frente del ministerio de la Gobernación, lo que provocó la salida de los tres ministros radicales y del único ministro republicano, el unitario Eugenio García Ruiz. Así, se formó un Gobierno exclusivamente constitucional que siguió presidido por el general Zavala.
Este fue sustituido el 3 de septiembre por Sagasta, tras evitar que Zavala intentara que los republicanos volvieran al gobierno, ya que en aquel momento los constitucionales propugnaban la restauración «parlamentaria y democrática» del príncipe Alfonso. Serrano nombró entonces a Andrés Borrego para que negociara con los alfonsinos de Antonio Cánovas del Castillo. No obstante, este rechazó las propuestas de los constitucionales, porque suponía reconocer la Jefatura del Estado de Serrano hasta que fueran derrotados los carlistas y aceptar que la restauración borbónica llegaría a través de la convocatoria de unas Cortes generales extraordinarias. La exreina Isabel II le escribió a su hijo Alfonso: «Serrano sigue empeñado en su propósito de ser presidente de la República por 10 años con 4 millones de reales anuales».
El 1 de diciembre, Cánovas del Castillo tomó la iniciativa con la publicación del Manifiesto de Sandhurst, escrito por él y firmado por el príncipe Alfonso. En él se definía como «hombre del siglo, verdaderamente liberal» —afirmación con la que buscaba la reconciliación de los liberales en torno a su monarquía— y vinculaba los derechos históricos de la dinastía legítima —los Borbón— con el gobierno representativo y los derechos y libertades que le acompañan. Era la culminación de la estrategia que Cánovas había diseñado desde que asumiera la jefatura de la causa alfonsina el 22 de agosto de 1873 —en plena rebelión cantonal— que, como le había explicado a la exreina Isabel y al príncipe Alfonso en sendas cartas de enero de 1874 —tras el golpe de Pavía—, consistía en crear «mucha opinión en favor de Alfonso» con «calma, serenidad, paciencia, tanto como perseverancia y energía».
Aunque Cánovas no deseaba que fuera obra de un pronunciamiento militar, el 29 de diciembre de 1874, el general Arsenio Martínez Campos se pronunció en Sagunto a favor de la restauración de la monarquía borbónica en la persona de don Alfonso de Borbón, hijo de Isabel II. Serrano optó por no presentar resistencia. El 31 de diciembre de 1874 se formó el llamado Ministerio-Regencia, presidido por Cánovas, a la espera de que el príncipe Alfonso regresara a España desde Inglaterra. En ese Gobierno estaban dos hombres de la Revolución de 1868 y ministros con Amadeo I: Francisco Romero Robledo y Adelardo López de Ayala, quien había sido el redactor del manifiesto «Viva España con honra», que había dado inicio a la revolución.